# 武田千香
武田 千香（たけだ ちか、1962年3月 - ）は、日本の文学者。専門はブラジル文学。
東京外国語大学総合国際学研究院（言語文化部門・文化研究系）教授。学位は、博士（学術）（東京外国語大学）。

## 学歴
- 1986年3月　東京外国語大学外国語学部ブラジル・ポルトガル学科卒業
- 1991年3月　東京外国語大学大学院外国語学研究科修士課程修了
- 2013年7月　論文「マシャード・ジ・アシスの文学 『ブラス・クーバスの死後の回想』に表われるブラジルの文化的特質」で東京外国語大学より博士（学術）の学位を取得[1]。

## 職歴
- 2002年4月　東京外国語大学外国語学部 講師
- 2004年4月　東京外国語大学外国語学部 助教授
- 2009年4月　東京外国語大学総合国際学研究院 准教授（大学院重点化による所属変更）
- 2012年4月　同 教授

## 著書
- 『ブラジルのポルトガル語入門』三省堂、2001年
- 『ことたび ブラジルポルトガル語』白水社、2002年
- 『千鳥足の弁証法 マシャード文学から読み解くブラジル世界』東京外国語大学出版会 2013
- 『ブラジル人の処世術 ジェイチーニョの秘密』平凡社新書  2014

## 共編著
- 『日本語から引く知っておきたいポルトガル語』（黒澤直俊と共著）、小学館、2003年
- 『デイリー日葡英・葡日英辞典』黒沢直俊, ホナウヂ・ポリート共監修 三省堂編修所編 三省堂 2003
- 『現代ポルトガル語辞典』池上岑夫、高橋都彦、金七紀男共編）白水社、2005年

### 翻訳
- ジョルジェ・アマード『果てなき大地』新潮社、1996年
- シコ・ブアルキ『ブダペスト』白水社、2006年
- パウロ・コエーリョ『ポルトベーロの魔女』角川書店 2008　のち文庫
- マシャード・ジ・アシス『ブラス・クーバスの死後の回想』光文社古典新訳文庫 2012
- マシャード・ジ・アシス『ドン・カズムッホ』光文社古典新訳文庫 2014

## 論文
- <武田千香